# 이휴정
이휴정(二休亭)는 울산광역시 남구 신정동에 있는 건축물이다. 1997년 10월 9일 울산광역시의 문화재자료 제1호로 지정되었다.

## 개요
원래는 울산 도호부 객사였던 학성관의 남쪽 문루인데, 지금은 정자 형식을 갖추고 있다. 객사란 지방에 출장간 관리나 외국 사신이 얼마간 머물던 곳을 말한다.
태화루라 불리기도 했던 이 건물은 일제시대 말에 도서관을 겸해 사용해 오다가 1940년에 울산공립보통학교(지금의 울산초등학교)의 교정을 넓히면서 지금 있는 자리로 옮겨 짓게 되었다. 옮겨 지을 당시, 학성 이씨 월진파의 정각이었던 이휴정의 이름을 빌려왔고 건물도 정자 형식으로 일부 고쳐 지었는데, 누 아래쪽 양쪽 칸을 막아 온돌방을 만듦으로써 문루 형식에서 정자 형식으로 완전히 탈바꿈을 하게 되었다.
지붕은 옆면에서 볼 때 여덟 팔(八)자 모양인 팔작지붕이며, 부재와 건축 수법이 조선 후기 문루의 모습을 보여 주고 있다.
2003년 9월 화재로 전소되어 2005년 6월 복원되었고 2007년 11월 단청 보수완료하였다.

## 현지 안내문
이 건물은 본래 울산도호부의 객사(客舍)였던 학성관의 남문루(南門樓)로서 현재의 울산초등학교 교문 근처에 있었다. 한때 이 건물에 옛 태화사의 누각 현판을 달아 태화루(太和樓)라 불리기도 했다. 일제 강점기인 1940년에 울산공림보통학교(현 울산초등학교)의 교정을 확장하면서 이 건물을 헐게 되자 학성이씨 월진문회에서 이를 사들여 현재의 위치에 옮겨지었다. 이때 본래 학성이씨 월진파의 정각(亭閣)이었던 이휴정의 이름을 빌리고 건물도 정자(亭子) 형식으로 일부 고쳤다.
문루였던 당시에는 중층의 누각으로 아래층은 출입이 이루어지고 2층은 개방된 마루의 모습이었으나, 현재는 1층이 낮아져서 출입이 안되고 2층은 중앙에 대청을 두고 양쪽에 온돌방을 시설한 모습으로 변하여 문루(門樓) 형식에서 정자형식으로 완전히 바뀌었다. 기둥 간격이 넓고 굵직한 부재를 사용한 초익공 팔작지붕집의 모습만이 조선 후기 문루의 흔적을 남기고 있다.
2003년 화재로 소실되었으나, 2005년 복원 되었다.

## 참고 자료
- 이휴정 - 국가유산청 국가유산포털